# Salmaan Taseer
Salmaan Taseer (ur. 31 maja 1944 w Shimli w Pendżabie, zm. 4 stycznia 2011 w Islamabadzie) − pakistański przedsiębiorca i polityk, gubernator prowincji Pendżab od 2008 do swej śmierci w 2011. Został zamordowany przez własnego ochroniarza.
Był członkiem Pakistańskiej Partii Ludowej. Został wybrany gubernatorem w miejsce ustępującego Khalida Maqboola 15 maja 2008 i zaprzysiężony przez prezydenta Perweza Muszarrafę. Taseer został zamordowany przez własnego ochroniarza Mumtaza Qadriego, który nie zgadzał się z pozostawaniem gubernatora w opozycji do obowiązującego w Pakistanie prawa dotyczącego kar za bluźnierstwo (zob. Asia Bibi).
W czasie procesu przeciwko Mumtazowi Qadriemu 26 sierpnia 2011 porwany został świadek, syn zamordowanego gubernatora, Shahbaz Taseer. Lokalne media poinformowały dwanaście dni po porwaniu, iż jest on przetrzymywany wraz z amerykańskim pracownikiem organizacji pomocowej Warrenem Weinsteinem. Porwania obu mężczyzn dokonać miała talibańska organizacja zbrojna Tehrik-i-Taliban Pakistan. Brakowało pewnych wiadomości o życiu Shahbaza Taseera. Niektóre źródła informowały o tym, że żyje, inne, że zginął podczas nalotu wojskowego. Jednakże 8 Marca 2016 roku, po pięciu latach niewoli został wypuszczony, po tym jak zabójca Salmaana Taseera, został powieszony.
W 1980 ukazała się książka Salmaana Taseera w tłumaczeniu na angielski Bhutto, a political biography, która jest polityczną biografią Zulfikara Alego Bhutto.